# Bravo Bosé - 30 Grandes Éxitos
Bravo Bosé - 30 Grandes Éxitos es un álbum recopilatorio del músico y compositor español Miguel Bosé, lanzado en 1999 por Sony Music.
El álbum contiene 30 canciones, como su nombre lo indica, y abarca la carrera de Bosé desde su debut en 1977 hasta finales de los años 90.

## Lista de canciones
| N.º | Título                                         | Duración |  |
| 1.  | «Linda»                                        |          |  |
| 2.  | «Creo en ti»                                   |          |  |
| 3.  | «Bravo muchachos»                              |          |  |
| 4.  | «Súper Supermán»                               |          |  |
| 5.  | «Don Diablo»                                   |          |  |
| 6.  | «Anna (Ana)»                                   |          |  |
| 7.  | «Morir de amor»                                |          |  |
| 8.  | «Te amaré»                                     |          |  |
| 9.  | «Márchate ya»                                  |          |  |
| 10. | «Fuego»                                        |          |  |
| 11. | «Mamma, Mamma»                                 |          |  |
| 12. | «Hermano Mío "Anak"»                           |          |  |
| 13. | «Never Gonna Fall In Love Again»               |          |  |
| 14. | «Si...piensa en mi»                            |          |  |
| 15. | «Si esto es amor (If You Break My Heart)»      |          |  |
| 16. | «Sevilla»                                      |          |  |
| 17. | «Amante bandido»                               |          |  |
| 18. | «Mi libertad»                                  |          |  |
| 19. | «Te diré»                                      |          |  |
| 20. | «Te quiero, amor»                              |          |  |
| 21. | «La chula»                                     |          |  |
| 22. | «Vota Juan 22»                                 |          |  |
| 23. | «Voy a ganar»                                  |          |  |
| 24. | «Son amigos»                                   |          |  |
| 25. | «Señor padre»                                  |          |  |
| 26. | «Eres todo para mí (You to Me Are Everything)» |          |  |
| 27. | «Lento»                                        |          |  |
| 28. | «Nada de nada»                                 |          |  |
| 29. | «Sin ton ni son»                               |          |  |
| 30. | «Más allá»                                     |          |  |